# Yakutia Airlines
Yakutia Airlines (russisch ОАО «Авиакомпания «Якутия») ist eine russische Fluggesellschaft mit Sitz in Jakutsk und Basis auf dem Flughafen Jakutsk.

## Geschichte
Bei der Zerschlagung der Aeroflot im Jahre 1992, aus der bis zu 400 Luftfahrtunternehmen entstanden, ging aus dem Aeroflot-Direktorat Jakutsk die Jakutawia mit verschiedenen Geschäftszweigen, wie Fracht- und Regierungsflüge, regionale und überregionale Linien- und Charterflüge hervor.
Jakutawia wurde 1995 vom Mutterkonzern Sachaawia reorganisiert, 1996 erhielt sie den Namen Sacha Awia National Aircompanie. Die Flotte wurde auf mehrere Divisionen aufgeteilt, die je nach den Standorten der Flugplätze Jakutiens benannt wurden aber die Farben und Titel der Sacha behielten. Im Jahr 2002 beschloss die Regierung der Republik Sacha Awia und die 1999 gegründete Jakutsk Airlines zu vereinigen. Die Gesellschaft heißt seitdem Jakutia Aircompany.
Im Jahre 2007 untersagte die Russische Föderation auf Empfehlung der Europäischen Union Flüge in die EU, bis Jakutia ein erfolgreiches Qualitätsmanagement eingeführt hätte. Dies ist zwischenzeitlich geschehen und die Gesellschaft darf wieder europäische Ziele anfliegen.
Am 2. Januar 2015 wurde eine Boeing 757-200 der Gesellschaft mit dem Luftfahrzeugkennzeichen VQ-BMW nach der Landung am Flughafen Salzburg aus Moskau-Wnukowo kommend von einem Gerichtsvollzieher im Auftrag der Leasinggesellschaft GECAS, der das Flugzeug gehört, wegen ausstehender Leasingraten gepfändet, am 24. Oktober desselben Jahres passierte dasselbe mit einer Boeing 737-800 mit dem Kennzeichen VQ-BOY auf dem Flughafen Ben Gurion wegen ausstehender Leasingraten beim niederländischen Unternehmen AerCap.
Im Jahr 2016 übernahm Jakutia 99 Prozent der ebenfalls in Jakutien operierenden Polar Airlines. Polar Airlines absolvierte im vorangegangenen Jahr mit 37 Maschinen Arbeitsflüge und hatte auch noch im Jahr 2016 Antonow An-2 eingesetzt, dazu Antonow An-3, Pilatus Porter, Let L-410, Antonow An-24 und Antonow An-26, sowie Hubschrauber vom Typ Mi-8. Die sechs An-24 der Gesellschaft sollten gemäß einer Absicht von Anfang Februar 2018 durch weitere DHC-8 ersetzt werden.
Im April 2022 wurde die Gesellschaft auf die als „Schwarze Liste“ bezeichnete EU-Flugsicherheitsliste gesetzt und ihr damit der Betrieb in der EU untersagt. Grund dafür war, dass die russische Föderale Agentur für Lufttransport russischen Gesellschaften erlaubt hatte, ausländische Luftfahrzeuge ohne gültiges Lufttüchtigkeitszeugnis zu betreiben.

## Flugziele
Das Streckennetz erstreckt sich in westlicher Richtung bis Moskau und St. Petersburg. Zeitweise werden auf Bedarf auch Charterflüge nach Westeuropa durchgeführt. Auch werden einige Städte am Schwarzen Meer wie beispielsweise Sotschi bedient. Ansonsten besteht das Streckennetz zu Flughäfen in ganz Sibirien von Omsk im Westen bis Wladiwostok im Osten. In China wird Harbin von Jakutsk aus angeflogen.
Im deutschsprachigen Raum wurde seit 30. April 2011 München zweimal wöchentlich mit Irkutsk verbunden, seit Juli 2012 wurden zudem reguläre Flüge nach Dresden angeboten. In Österreich wurden Flüge nach Klagenfurt angeboten.

## Flotte

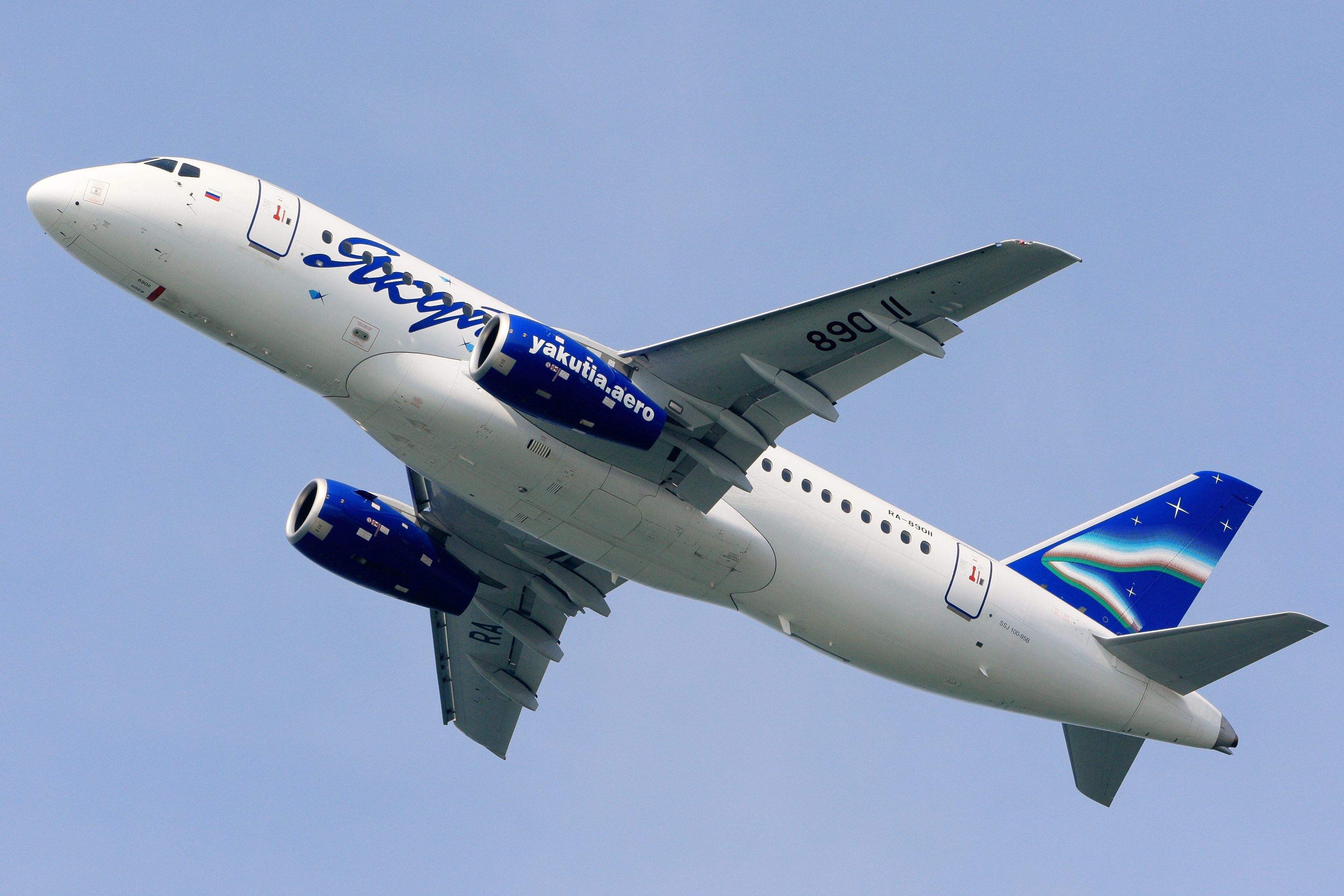
Suchoi Superjet 100

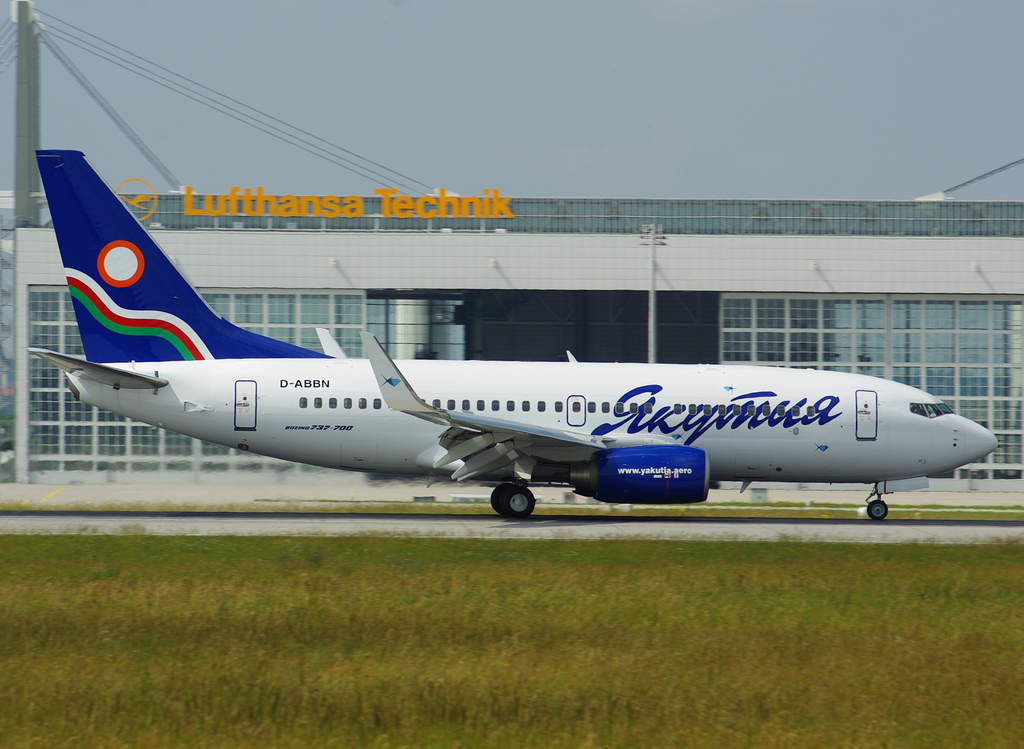
Eine Boeing 737-700 der Yakutia Airlines

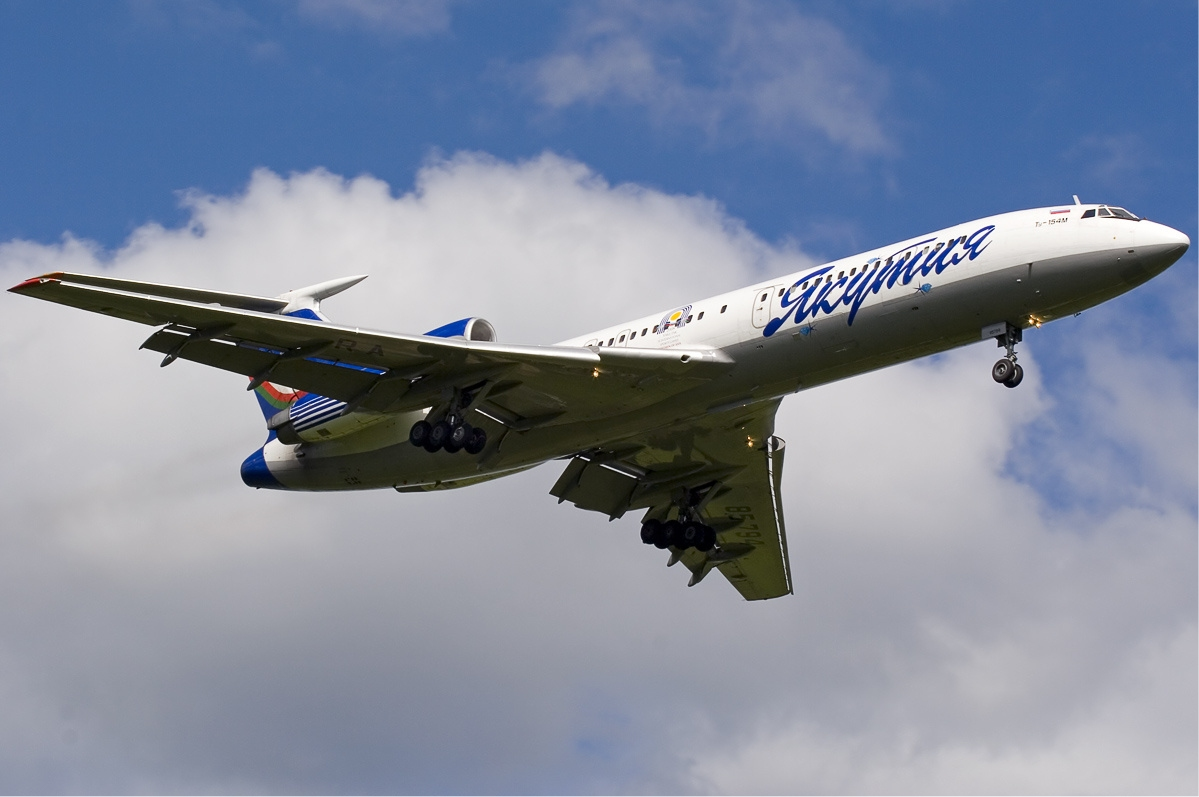
Eine Tupolew Tu-154M der Yakutia Airlines

### Aktuelle Flotte
Mit Stand Januar 2024 besteht die Flotte der Yakutia Airlines aus 10 Flugzeugen mit einem Durchschnittsalter von 17,3 Jahren:
| Flugzeugtyp            | Anzahl | bestellt | Anmerkungen                              | Sitzplätze | Durchschnittsalter (Januar 2024) |
| ---------------------- | ------ | -------- | ---------------------------------------- | ---------- | -------------------------------- |
| Boeing 737-700         | 02     |          | eine inaktiv; mit Winglets ausgestattet  | 148        | 17,5 Jahre                       |
| Boeing 737-800         | 02     |          | mit Winglets ausgestattet                | 166        | 20,8 Jahre                       |
| De Havilland DHC-8-300 | 02     |          | eine inaktiv                             | 50         | 28,2 Jahre                       |
| Suchoi Superjet 100    | 04     |          | inaktiv; RA-89035 in Blue-Sonderbemalung | 93 103     | 9,9 Jahre                        |
| Gesamt                 | 10     | -        |                                          |            | 17,3 Jahre                       |

### Ehemalige Flugzeugtypen
- Antonow An-140
- Boeing 757-200
- De Havilland DHC-8-400